# Pierre Mazé
Pour les articles homonymes, voir Mazé.
Pierre Mazé, né le 9 janvier 1893 à Sizun (Finistère) et décédé le 14 avril 1946 à Sizun, est un médecin et homme politique français.

## Biographie
Pierre Mazé est député radical du Finistère de 1932 à 1936 puis sous-secrétaire d'État aux Travaux Publics du 24 janvier au 4 juin 1936 dans le gouvernement Albert Sarraut II.
Il devient secrétaire général du Parti radical-socialiste en 1937, conserve ce poste lors de la mise en sommeil du parti en 1940. 
À la Libération, délégué par son parti à l'Assemblée consultative provisoire (novembre 1944-août 1945), il s'engage corps et âme dans la reconstruction du parti de la Place de Valois mais doit s'interrompre, affaibli par la maladie qui l'emporte le 14 avril 1946.